# Mark Hensby
Mark Hensby, född 29 juni 1971 i Melbourne i Australien, är en professionell golfspelare på den amerikanska PGA-touren. 
Hensby blev professionell 1995 och kom med på PGA-touren 2000 där han har vunnit en tävling. Han har vunnit tre tävlingar på Nationwide Tour och på PGA European Tour vann han 2005 Scandinavian Masters på Kungsängen GC.

## Meriter

### Segrar på PGA-touren
- 2004 John Deere Classic

### Segrar på Nationwide Tour
- 1998 Fort Smith Classic
- 2000 Carolina Classic
- 2003 Henrico County Open

### Segrar på Europatouren
- 2005 Scandinavian Masters